# Bubble Bobble Part 2
Bubble Bobble Part 2 (llamado originalmente en Japón Bubble Bobble 2) es un videojuego de plataformas de la saga Bubble Bobble, desarrollado por ITL en 1993 y lanzado para la NES y Game Boy. La versión de NES y Game Boy difieren la una de la otra en la historia del juego. El nombre original que se le dio en Japón a la versión de Game Boy fue  Bubble Bobble Junior.

## Argumento
En la versión de NES: Cubby y Robby son los descendientes de Bubby y Bobby. En la intro del juego Cubby y una amiga de Cubby y Robby llamada Judy, están sentados al lado de un árbol en un parque. De repente aparecen tres seres llamados los Skull Brothers. Estos convierten a Cubby en un dragón de burbuja y encierran a Judy en una burbuja y se la llevan con ayuda de dos Drunk (enemigo típico menor de la saga Bubble Bobble). Cubby y Robby empiezan la búsqueda para rescatar a Judy y vencer a los Skull Brothers.
En la versión de Game Boy del juego, la historia cambia y es Robby quien se maneja como personaje principal, debiendo rescatar a sus amigos de la villa, que han sido secuestrados.

## Modo de juego
La premisa del juego es la misma que la del Bubble Bobble original: Destruir a todos los enemigos de cada nivel para pasar al siguiente, pero tiene ciertas diferencias y añadidos. A diferencia del Bubble Bobble, los niveles se desarrollan en distintos lugares en vez de todos en el mismo.
Si el jugador deja presionado el botón de lanzar burbujas, el personaje se infla y puede flotar por la pantalla; en la versión de Game Boy, en vez de inflarse el personaje, lo envuelve una burbuja, pero también flota.
Enemigos de toda la saga aparecen en el juego. Cada 10 niveles, el jugador se enfrenta a un jefe; al vencerlo, se pasa a otra zona distinta.
Aparecen por primera vez en la saga, las botellas de tornado, que al cogerlas, permiten al personaje lanzar burbujas de tornado que al romperse, liberan pequeños tornados por el nivel que dañan y destruyen a los enemigos que tocan.
Otra diferencia con respecto a los anteriores juegos de la saga, son los niveles de bonus. Hay tres niveles de bonus en todo el juego. En los tres compites en un minijuego contra un personaje llamado Barcelon.